# Gliese 180
Gliese 180 är en ensam stjärna i den mellersta delen av stjärnbilden Eridanus. Den har en skenbar magnitud av ca 10,89 och kräver ett teleskop för att kunna observeras. Baserat på parallax enligt Gaia Data Release 2 på ca 83,7 mas, beräknas den befinna sig på ett avstånd av ca 39 ljusår (ca 11,9 parsek) från solen. Den rör sig närmare solen med en heliocentrisk radialhastighet på ca -15 km/s. Den har en relativt stor egenrörelse av 0,765 bågsekund per år över himlavalvet.

## Egenskaper
Gliese 180 är en röd till orange stjärna i huvudserien av spektralklass M2 V eller M3 V, vilket anger att den är en svag röd dvärg. Den har en massa som är ca 0,43 solmassor, en radie som är ca 0,42 solradier och har ca 0,024 gånger solens utstrålning av energi från dess fotosfär vid en effektiv temperatur av ca 3 600 K.

## Planetsystem
Gliese 180 har tre exoplaneter betecknade Gliese 180 b, Gliese 180 c och Gliese 180 d, i ordning efter avstånd från stjärnan. Planeterna 'b' och 'c' är superjordar med ett omloppsperiodförhållande på 7:5, vilket tyder på en genomsnittlig rörelseresonans som stabiliserar banorna. Den beboeliga zonen för stjärnan, enligt kriterierna av Kopparapu et. al. (2013), sträcker sig från 0,12 AE ut till 0,24 AE, vilket således inkluderar objekt 'c'.
Enligt Planetary Habitability Laboratory (PHL) i Puerto Rico kan både b- och c-världar i systemet klassificeras som potentiellt beboeliga objekt. Planet Gliese 180 b och Gliese 180 c har massa på 6,4 respektive 8,3 jordmassor. Dr Mikko Tuomi från Storbritanniens University of Hertfordshire, vars team identifierade planeterna, anser dock att GJ 180 b är för varm för att vara potentiellt beboelig.
| Planet | Massa                | Halv storaxel (AE) | Siderisk omloppstid (d) | Excentricitet | Inklination | Radie |
| ------ | -------------------- | ------------------ | ----------------------- | ------------- | ----------- | ----- |
| b      | 0,02611 ± 0,00558 MJ | 0,103 ± 0,0008     | 17,38 ± 0,016           | 0,11 ± 0,03   | -           | -     |
| c      | 0,02014 ± 0,00126 MJ | 0,129 ± 0,01       | 24,329 ± 0,014          | 0,09 ± 0,07   | -           | -     |
| d      | 7,56 ± 1,07 MJ       | 0,309 ± 0,010      | 106,300 ± 0,129         | <0,14 ± 0,04  | -           | -     |